# Brug 682
Brug 682 is een vaste brug in Amsterdam Nieuw-West.
Ze is overspant de Postjeswetering en vormt daarmee de verbinding tussen de Postjeskade en het Rembrandtpark. De brug is een zusje van brug 683 en de Duizendste brug (brug 684) en die analogie volgend ook een dochter van de Torontobrug.

## Ligging
Het park, al sinds 1958 op de tekentafel, wachtend op voldoende geld, werd in 1972/1973 ingericht met beplanting en paden. Het deel ten noorden van de Postjesweg sloot direct aan op de Orteliuskade, die nooit aan water heeft gelegen. Het deel van het park ten zuiden van de Postjesweg werd van bebouwing gescheiden door de Postjeswetering, later overgaand in de Westlandgracht. Deze waterwegen aansluiten op het water in het park kon niet, want ze liggen op verschillende niveaus (Postjeswetering op stadspeil, Rembrandtpark op polderpeil). Om toegang te krijgen vanuit de Surinamebuurt tot het park werden een drietal bruggen aangelegd.

## Ontwerp
Twee van de drie plaatbruggen zijn identiek (brug 682 en brug 683), de derde is breder (brug 684) maar heeft dezelfde vorm. Zij zijn ontworpen door Dirk Sterenberg van de Dienst der Publieke Werken. Hij nam als voorbeeld de Torontobrug van zijn collega Dick Slebos en verkleinde die. In februari/maart 1973 begon de aannemer met de eerste van de drie. Het was daarbij een soort experiment, de drie bruggen waren de eerste bruggen, waarbij het ontwerp geheel uitging van lichtbeton. Eerdere bruggen in de stad waren wel vernieuwd met behulp van dit beton, maar hier was het dus het uitgangspunt.
De bruggen liggen in een lichte boog over het water, gedragen door twee pijlers, die in het water op een soort schoenen staan. Han Lammers opende de bruggen op 2 april 1974, door de 'Duizendste brug' te openen (brug 684). Alle drie de bruggen zijn alleen voor voetgangers en fietsers, maar brug 684 is breder. De bruggen hebben betonnen balustrades met daarop naar buiten staande metalen leuningen en in de kleur van die leuningen zit het verschil tussen de bruggen. Brug 682 kreeg rode/oudroze leuningen (brug 683 geel, brug 684 blauw).

## Terras met kunst
Brug 682 onderscheidt zich van de twee andere omdat ten noordoosten van de brug een terras is geplaatst, daar waar de Postjeswetering een hoek van negentig graden heeft. Op dat terras werd in 1993 het kunstwerk Vuurtoren met sinaasappels geplaatst, ontworpen door Hans van den Ban. De vuurtoren verwijst naar de twee eerder genoemde waterniveaus, polder- en stadspeil. In de nacht geeft de vuurtoren ook daadwerkelijk licht, een verwijzing naar de overslag van goederen die hier vroeger plaatsvond. De kunstenaar gebruikte destijds wel vaker sinaasappels in zijn ontwerpen (zie een monnik op kistjes met sinaasappels) 

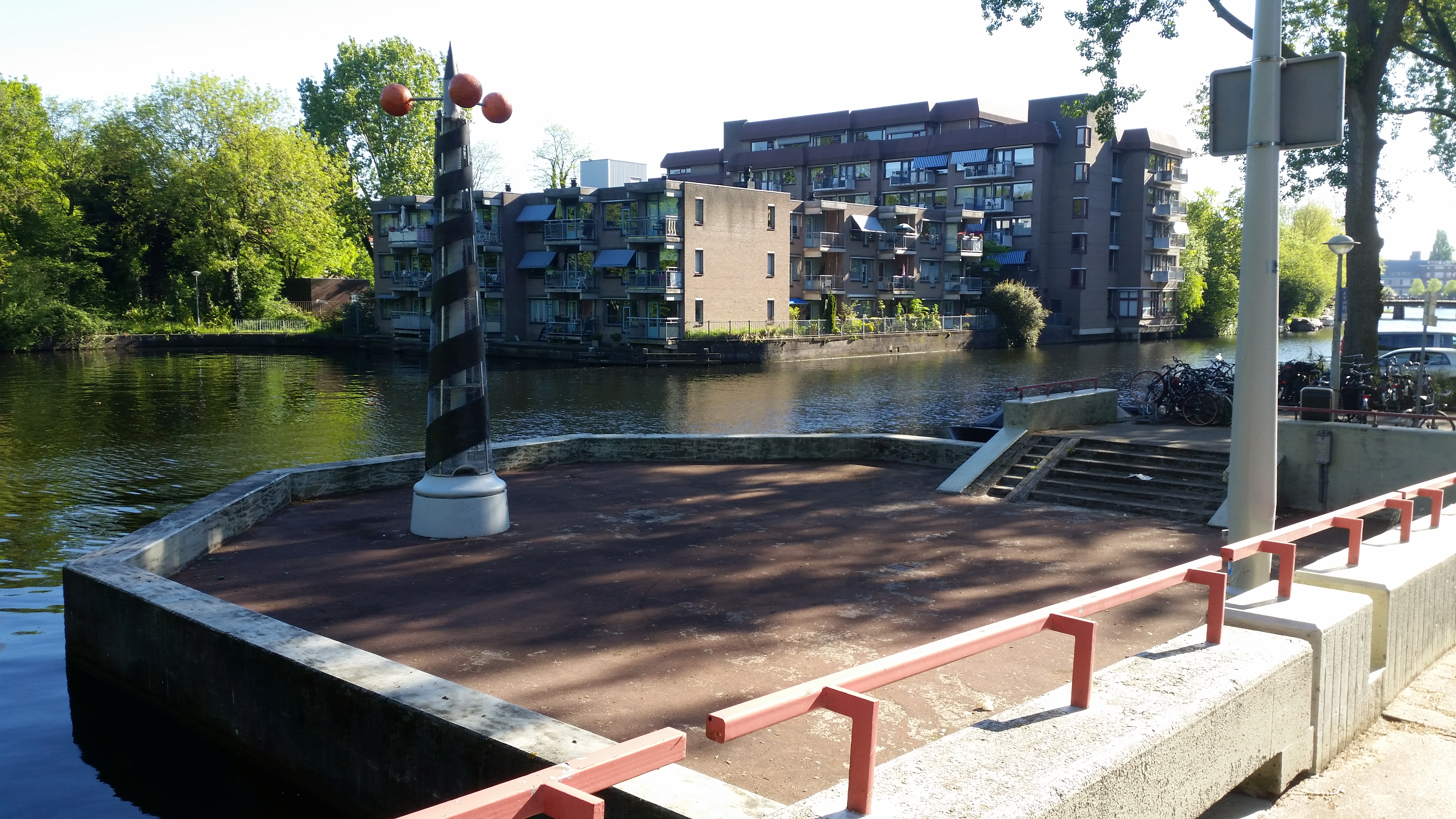
Terras met vuurtoren (mei 2018)

<<< · 600 · 601 · 602 · 603 · 604 · 605 · 606 · 607 · 608 · 609 · 610 · 611 · 612 · 613 · 614 · 615 · 616 · 617 · 618 · 619 · 620 · 621 · 622 · 623 · 624 · 626 · 627 · 628 · 629 · 630 · 631 · 632 · 633 · 634 · 635 · 636 · 637 · 638 · 639 · 643 · 651 · 652 · 653 · 655 · 656 · 657 · 658 · 659 · 660 · 661 · 662 · 663 · 664 · 665 · 666 · 667 · 668 · 669 · 670 · 671 · 673 · 674 · 675 · 676 · 677 · 678 · 679 · 681 · 682 · 683 · 684 · 685 · 687 · 688 · 689 · 690 · 691 · 692 · 695 · 696 · 699 · >>>
Verdwenen brugnummers: 625 (afgebroken brug Sam van Houtenstraat), 640, 644, 645, 646, 647, 648, 650, 672 (duiker Cornelis Lelylaan, Rembrandtpark), 694, 698.
Nooit gebouwd: 649, 680 (nooit gebouwde brug Sloterplas).
Brugnummers 641, 642, 654, 686, 693, 694 en 697 zijn onbekend.